# هیندرول
هیندرول (به انگلیسی: Hinderwell) یک روستا و محله مدنی در بریتانیا است که در Borough of Scarborough واقع شده‌است. هیندرول ۱٬۸۷۵ نفر جمعیت دارد.